# Fiskartjärnarna (Vilhelmina socken, Lappland)
Fiskartjärnarna är en sjö i Vilhelmina kommun i Lappland och ingår i Ångermanälvens huvudavrinningsområde. Sjön har en area på 0,0926 kvadratkilometer och ligger 568 meter över havet. Fiskartjärnarna ligger i Blaikfjället Natura 2000-område.

## Delavrinningsområde
Fiskartjärnarna ingår i det delavrinningsområde (717749-151048) som SMHI kallar för Ovan Brännstenbäcken. Medelhöjden är 543 meter över havet och ytan är 37,74 kvadratkilometer. Det finns inga avrinningsområden uppströms utan avrinningsområdet är högsta punkten. Lavabäcken (Skogbäcken) som avvattnar avrinningsområdet har biflödesordning 2, vilket innebär att vattnet flödar genom totalt 2 vattendrag innan det når havet efter 304 kilometer. Avrinningsområdet består mestadels av skog (31 procent) och sankmarker (59 procent). Avrinningsområdet har 0,33 kvadratkilometer vattenytor vilket ger det en sjöprocent på 0,9 procent.